# Isoniazida/rifampicina
Isoniazida/rifampicina es un medicamento que se usa para tratar la tuberculosis.  Es una combinación en dosis fija de isoniacida y rifampicina.  Se usa junto con otros medicamentos antituberculosos.  Se administra por vía oral.
Los efectos secundarios son los de los medicamentos subyacentes.  Los efectos secundarios comunes incluyen falta de coordinación, falta de apetito, náuseas, entumecimiento y cansancio.  Los efectos secundarios más graves incluyen problemas hepáticos.  Generalmente no se recomienda su uso en niños.  No está claro si el uso es seguro en el embarazo.
Está en la Lista de medicamentos esenciales de la Organización Mundial de la Salud, los medicamentos más efectivos y seguros que se necesitan en un sistema de salud.  El costo mayorista en el mundo en desarrollo es de aproximadamente US$5,10 al mes.  En el Reino Unido, un mes de medicamentos le cuesta al NHS aproximadamente £28,11.